# Guido Quarzo
Guido Quarzo (Torino, 1948) è uno scrittore italiano.

## Biografia
Laureato in Pedagogia a Torino, è scrittore di romanzi, racconti e poesie per l'infanzia. Ha lavorato per molti anni nella scuola elementare sia come insegnante sia come formatore. Si è occupato in modo particolare di teatro per ragazzi, scrivendo testi, organizzando laboratori e spettacoli, ed impegnandosi nell'insegnamento della scrittura creativa. 
Dal 1989 ha iniziato a pubblicare testi per bambini e ragazzi sia in poesia che in prosa. 
Nel 1995 ha vinto il premio Andersen, rivelandosi fra gli autori di maggior peso ed interesse per la qualità e la quantità della propria produzione. Particolarmente portato per le immagini fiabesche, ha ottenuto un notevole successo con Clara va al mare, in cui ha messo in scena con sensibilità la storia di una bambina diversamente abile che decide di mettersi in viaggio per vedere il mare. 
Nel 1996 vince il Premio Cento assieme ad Anna Vivarelli per il libro Amico di un altro pianeta.
Nel 1999 lascia l'insegnamento per dedicarsi completamente alla scrittura.
Dal 2011 dirige la Collana bestiale della casa editrice Notes edizioni. 
Nel 2013 vince il premio Andersen con il romanzo La meravigliosa macchina di Pietro Corvo edito con Salani: una storia ambientata nella Torino della prima metà del Settecento.
Nel 2017 è finalista al Premio Strega Ragazzi con Maciste in Giardino edito da Rizzoli.
Nel 2020 è di nuovo finalista allo stesso premio con La danza delle Rane, editoriale La Scienza.

## Opere
- Talpa lumaca pesciolino, Fatatrac
- Viaggio con il maiale, Fatatrac
- Luì e l'arte di andare nel bosco, Hopefulmonster
- Seconda storia del principe Faccia da maiale, EL, 1990
- La fame il sonno l'allegria, Fatatrac, 1991
- Draghi briganti e figlie di re, Fatatrac, 1992
- Pocosenso. Trenta filastrocche più due, EL, 1992
- Comefuchè, EL, 1993
- Cronache di Pontecambio, Einaudi, 1993
- L'ultimo lupo mannaro in città, Salani, 1993
- Chi trova un pirata trova un tesoro, Piemme, 1994
- Chiaroscuro ovvero il cavaliere di Frescobello sulla luna, EL, 1994
- Mastino e Biancaluna, una storia, EL, 1994
- Uomo nero, verde, blu, Einaudi, 1994
- Zampe di gallina, Fatatrac, 1994
- Giovanni, l'orco e la masca, Giunti, 1995
- Sogno disegno matita di legno, El, 1995
- Amico di un altro pianeta (con Anna Vivarelli), Einaudi, 1996 (Einaudi Ragazzi 2001)
- Marmellata di basilico, El, 1996
- Ranocchi a merenda, Piemme, 1996
- La coda degli autosauri (con Anna Vivarelli), Piemme, 1997
- Dove sono le parole?, Emme, 1997
- Storie di pietra ed altro, Hopefulmonster, 1997
- Il viaggio dell'orca zoppa, EL, 1997
- Pin'occhio, Happy Art, 1998
- Clara va al mare, Salani, 1999
- Fuori il rospo, Briz!, Giunti, 1999
- Orazio tanti colori, Feltrinelli, 1999
- Il costruttore di torri (con Fabrizio Monetti), Hopefulmonster, 2000
- Il fantasma del generale, Feltrinelli, 2000
- Rime piratesche, Happy Art, 2000
- Pirati a Rapallo (con Sebastiano Ruiz Mignone), Piemme, 2001
- Storie da mangiare (con Anna Vivarelli), Interlinea, 2001
- Piccole catastrofi, I Colori del Mondo & Città Nuova, 2001
- Cecilia e il Grande Gnam (con Francesca Chessa), Fabbri, 2001
- I bambini alla scoperta di Torino (con Willy Beck), Lapis, 2001
- Fiabe per frutta, Fatatrac, 2002
- Libri in cantina (con Anna Vivarelli), Città Nuova, 2002
- Luì e l'arte di andare nel bosco (con Luigi Mainolfi), Hopefulmonster, 2002
- Nessuna strega e altre commedie, Nuove Edizioni Romane, 2002
- Il pianista invisibile (con Silvia Roncaglia e Sebastiano Ruiz Mignone), Edicolors, 2002
- Il viaggio dell'orca zoppa, Einaudi Ragazzi, 2003
- Macchinario bestiale, Interlinea, 2003
- Tre scalini per Serena, Editori Riuniti, 2003
- L'annegato, Belzebù e la morte, Editori Riuniti, 2003
- Quaderno di Geografia, Sinnos, 2004
- Nicola a modo suo, Editori Riuniti, 2004
- Il gallo re, Piccoli, 2004
- Clara va al mare, Salani, 2004
- Cappuccetto Rosso Susi, Anicia, 2004
- Un elefante non è una caramella (con Sebastiano Ruiz Mignone), Lapis, 2004
- Alla ricerca della strega Cisterna, Fabbri, 2004
- Chiaroscuro, Interlinea, 2005
- I panini di Natale e altre storie (con Andrea Astuto), Interlinea, 2008
- L'invenzione degli alberi da 7 a 21 (con Fabrizio Monetti), Notes edizioni, 2011
- La frittata (con Anna Vivarelli), Interlinea, 2011
- Giulia e il pirata (con Giulia Orecchia), 2012, Motta Junior
- Il segreto di Malaselva, Notes Edizioni, 2012
- Grande piccolo così così, Notes Edizioni, 2012
- La rima è un rospo, 2013, Motta Junior
- Un postino speciale, 2013 Piemme, Editore
- La meravigliosa macchina di Pietro Corvo, 2013, Salani Editore
- Storia di fantasmi e marinai, 2014, Notes Editore
- Supermagiko Gionz, 2014, Salani Editore Pinco Panchetta E Le Parole Perdute, 2014, Piemme Editore
- Cecilia e il grande Gnam, 2014, Coccole Book
- Gatti conigli ranocchi e..., 2014, Editrice Il Castoro
- Mangia, Matilde! (con Anna Vivarelli), 2015, Interlinea Editore
- Magic merenda tour (con Anna Vivarelli), 2015, Notes Editore
- Maciste in giardino, 2015, Rizzoli Editore
- La bicicletta rossa, 2016, Edizioni Ediciclo
- Una nuvola drago, 2016, Edizioni Leone Verde
- L'acciuga non si asciuga, 2016, Notes Editore
- Leggere un gioco da ragazzi (saggio, con Anna Vivarelli), 2016, Salani Editore
- L'ultima lettera di Vincent, 2016, Edizioni Raffaello
- Una strana collezione (con Anna Vivarelli), Interlinea, 2016
- Il fantasma del generale, 2017 Edizioni Parapiglia
- La città dei topi, 2017, Piemme Editore
- Una zattera contro corrente (con Anna Vivarelli), 2017, Edizioni Raffaello
- Il pestifero e il professore, 2018, Teka Edizioni

| Controllo di autorità | VIAF (EN) 179779226 · ISNI (EN) 0000 0003 5617 6585 · SBN RAVV045031 · GND (DE) 1015886043 · BNE (ES) XX1079574 (data) |